# IJzertijd in Nederland
De ijzertijd in Nederland was een deel van de ijzertijd in Europa en de laatste periode van de prehistorie van Nederland. Ze volgde op de Nederlandse bronstijd.
In het zuiden van Nederland werden ijzeren voorwerpen gangbaar omstreeks 700 v.Chr., terwijl Noord-Nederland achterbleef: daar waren ijzeren speerpunten en paardenbitten in een graf uit de 6e eeuw v.Chr. op het Holtingerveld bij Havelte de vroegste sporen.
De ijzertijd eindigde in Zuid-Nederland met de komst van de Romeinen in Nederland (circa het begin van onze jaartelling), in het noorden met het begin van het Frankische Rijk. 

## Situatie in Europa
Bepalend voor de Europese ijzertijd was de machtsuitbreiding van de Keltische volkeren uit Centraal-Europa. Dit had grote gevolgen voor de handelsroutes die bepalend waren voor de urnenveldenculturen van de late bronstijd en de bloei van de bronstijd in Noord-Europa. In Nederland kwam het zuiden onder invloed van de rijke Hallstatt- en daaropvolgende La Tène-culturen. Noord-Nederland verloor daarentegen grotendeels haar handelsverbindingen met het zuiden en kwam onder invloed van de Noord-Europese ijzertijd, wat zich manifesteerde in de komst van de Germanen en veranderingen in de landbouwmethodes.

## Zuid-Nederland

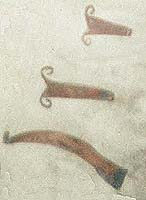
Typische Zuid-Nederlandse bronzen gordelhaken uit de ijzertijd, nagemaakt in koper

Zuidelijk Nederland kwam in de ijzertijd onder invloed van de proto-Keltische Hallstattcultuur. Een daadwerkelijke Keltische immigratie is echter niet aangetoond. Opvallend zijn de zogenaamde vorstengraven, rijke grafheuvels die duidelijk groter zijn dan hun voorgangers uit de bronstijd.
Via handel kwamen er luxe voorwerpen naar Nederland, zoals de zogenaamde bronzen situlae (emmers) die in Centraal-Europa werden gemaakt om wijn te mengen met water (een typisch Romeins/Grieks gebruik). Er zijn in Nederland negen exemplaren gevonden. Een vorstengraf bij Oss (ongeveer 500 v.Chr.) bevatte bijzondere grafgiften en is een van de grootste dat ooit in West-Europa is gevonden (52 meter doorsnede).

## Noord-Nederland

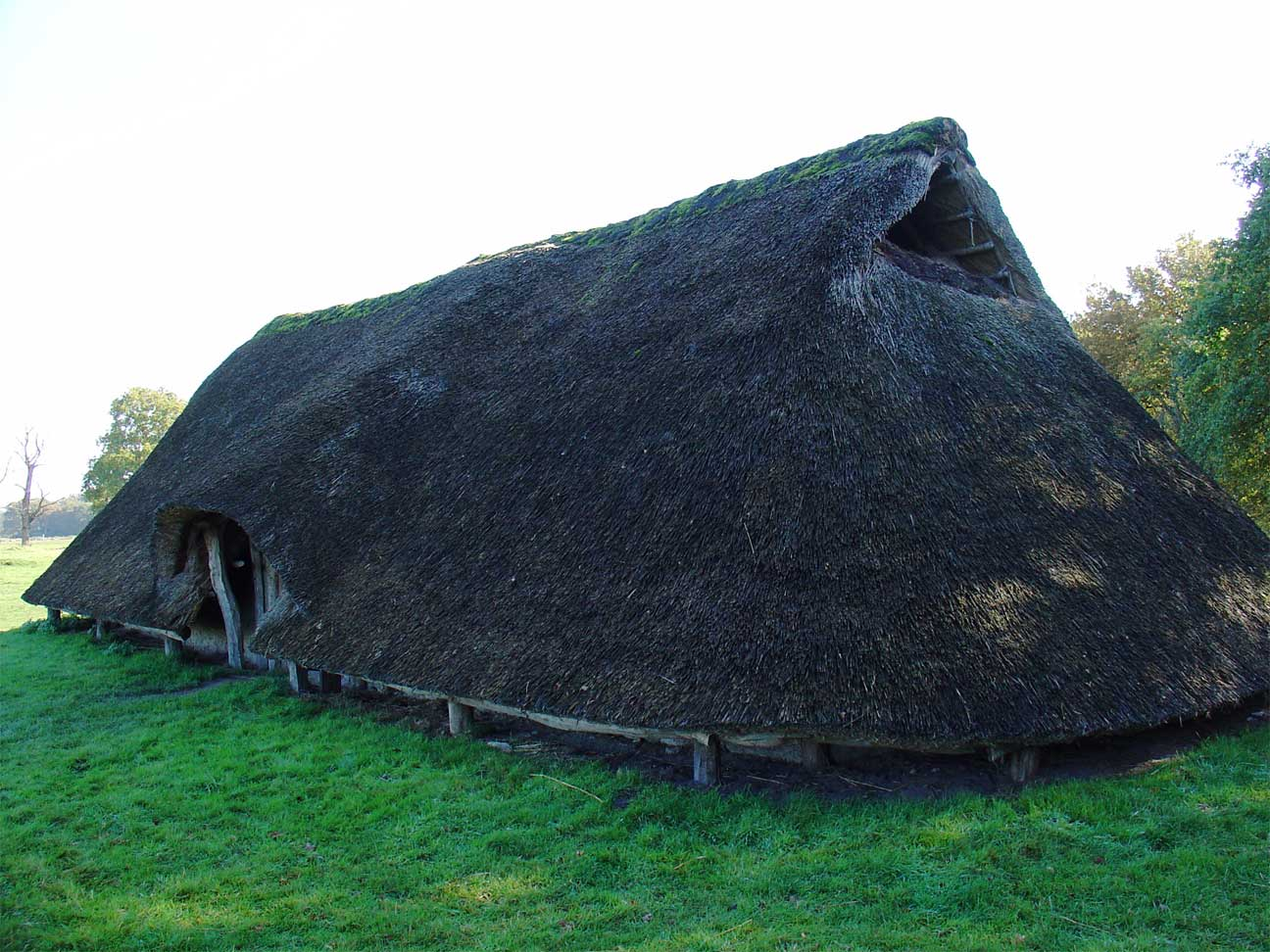
Gereconstrueerde boerderij uit de ijzertijd op het Reijntjesveld in Drenthe

Een eerste Germaanse invloed vanuit het noordoosten wordt zichtbaar met de Harpstedt-Nienburgcultuur, welke onder de pre-Romeinse ijzertijd viel. In de eerste eeuwen voor de jaartelling trokken Germaanse stammen vanuit het oosten Nederland binnen en vestigden zich vooralsnog in de noordelijke streken en rond de grote rivieren. Groepen, die het kleigebied van Friesland en Groningen bevolkten, begonnen hun huizen op terpen te bouwen om de binnenkomende zee te weerstaan. Later ontwikkelden ze dijken en pompen om ook het land te beschermen.
In Noord-Nederland zijn meerdere veenlijken uit de ijzertijd gevonden, zoals het meisje van Yde, de vrouw van Zweeloo en het paar van Weerdinge.

## Cultuur
Typische elementen uit de ijzertijd die in mindere mate of helemaal niet voorkwamen in de bronstijd zijn:
- ijzeren voorwerpen zoals bijlen, wapens, gereedschap, zagen
- bronzen munten
- bronzen situlae
- slingerkogels
- ijzerwinning uit de natuur (klapperstenen uit de Veluwe, moerasijzererts in het noorden, ijzeroer uit Brabant en Oost-Nederland)

Omdat ijzer veel sneller corrodeert dan brons of koper, zijn veel ijzeren voorwerpen die niet toevallig onder zeer gunstige omstandigheden in de bodem lagen nagenoeg volledig vergaan.

## Reconstructies
In Nederland zijn er drie ijzertijdboerderijen gereconstrueerd, te weten de:
- ijzertijdboerderij bij Orvelte
- ijzertijdboerderij bij Wekerom
- ijzertijdboerderij in Dongen